# Kueszták
A kueszták dőlt hegyek, lepusztult gyűrt-hegységek környezetből kiütköző rétegei, rétegbordái.

## Leírása
A különböző, eltérő keménységú kőzetrétegek a víz eróziója által kimosódnak, minek következtében aszimmetrikus hegyoldalak jönnek létre: a hegyek egyik oldala rövid, meredek, míg másik oldaluk hosszú és lankás.
Ezeket az enyhén gyűrt (kibillent), az eróziók hatására kimosódott eltérő keménységú rétegeket nevezik kuesztáknak.